# Ed (Biblia)
Ed – niewystępująca w oryginalnym tekście biblijnym nazwa ołtarza zbudowanego nad wschodnim brzegiem Jordanu przez zamieszkałe w Zajordaniu pokolenia Rubena i Gada oraz połowę pokolenia Manassesa. Okoliczności związane z jego budową zostały opisane w 22 rozdziale Księgi Jozuego. Nazwa ta została dodana przez tłumaczy Biblii uważających jej brak za błąd kopisty.

## Okoliczności budowy ołtarza
Ołtarz został zbudowany w celu przypominania pokoleniom zajordańskim o przymierzu z Jahwe. Pozostałe pokolenia zinterpretowały jednak jego budowę jako przejaw nielegalnego kultu wobec czego podjęły przygotowania do ekspedycji karnej. Wcześniej jednak wysłano na teren Zajordania delegację z arcykapłanem Pinchasem na czele. Delegacja ta otrzymała wyjaśnienia dotyczące pobudek, którymi kierowali się budowniczowie ołtarza, dzięki czemu konflikt został zażegnany.

## Nazwa
Nazwa Ed nie pojawia się ani w tekście masoreckim ani w Septuagincie, została jednak umieszczona w większości przekładów Biblii w Księdze Jozuego 22,34. Brak nazwy w tekście hebrajskim wyjaśnia się błędem kopisty, który miał ją zgubić. Hebrajskie słowo ed wstawione do tekstu większości przekładów oznacza świadectwo co nawiązuje do podanego w tekście biblijnym znaczenia ołtarza. Zamiast słowa ed niemiecki XIX-wieczny biblista August Dillmann sugerował nazwę Galed, występującą w Księdze Rodzaju 31,47.